# كاتوليكا إيراكليا
كاتوليكا إيراكليا (بالإيطالية: Cattolica Eraclea)‏ هي بلدية في مقاطعة أغريجنتو في صقلية الإيطالية.

## السكان
في سنة 1861 بلغ عدد السكان 6٬006 نسمة، وتطور العدد ليصل في سنة 2011 لـ 3٬975 نسمة.
يظهر هذا المخطط البياني تطور النمو السكاني لـ كاتوليكا إيراكليا